# Tachyoryctes annectens
Tachyoryctes annectens es una especie de roedor de la familia Spalacidae.

## Distribución geográfica
Es  endémica de Kenia. 

## Hábitat
Su hábitat natural son sabanas áridas, pastos, jardines y zonas rurales.